# Tarik El Taib
Tarik El Taib (en árabe: طارق التائب‎; Trípoli, Libia; 28 de febrero de 1977) es un exfutbolista libio que jugaba en la posición de centrocampista.

## Selección nacional
Jugó para Libia de 1998 a 2011 con la que disputó 78 partidos y anotó 23 goles, siendo actualmente el jugador con más apariciones con la selección nacional.
Participó en la Copa Africana de Naciones 2006 e iba a ser el capitán de la selección nacional en la Copa Africana de Naciones 2012 pero fue condenado al exilio por apoyar a los rebeldes en la Guerra de Libia de 2011.

## Clubes
| Club                  | País           | Año        |
| --------------------- | -------------- | ---------- |
| Al Ahli Trípoli       | Libia          | 1995-2001  |
| SC Beira-Mar (cedido) | Portugal       | 1996-1997  |
| CS Sfaxien            | Túnez          | 2001-2004  |
| Gaziantepspor         | Turquía        | 2004-2006  |
| Al-Hilal Saudí FC     | Arabia Saudita | 2006-2009  |
| Al-Shabab Riad        | Arabia Saudita | 2009-2010  |
| Al Ahli Trípoli       | Libia          | 2010-2011  |
| Al-Nasr               | Kuwait         | 2011*-2012 |
| Misr Lel-Makkasa SC   | Egipto         | 2012-2013  |
| Al-Suwaiq             | Omán           | 2013-2014  |
| Muaither SC           | Catar          | 2014       |
| Al Ahli Trípoli       | Libia          | 2016       |

## Palmarés

### Títulos nacionales
| Título                               | Club              | País           | Año     |
| ------------------------------------ | ----------------- | -------------- | ------- |
| Liga Profesional Saudí               | Al-Hilal Saudí FC | Arabia Saudita | 2007-08 |
| Copa del Príncipe de la Corona Saudí | Al-Hilal Saudí FC | Arabia Saudita | 2007-08 |
| Copa del Príncipe de la Corona Saudí | Al-Hilal Saudí FC | Arabia Saudita | 2008-09 |